# Paranthrene insolita
Paranthrene insolita is een vlinder uit de familie wespvlinders (Sesiidae), onderfamilie Sesiinae.
Paranthrene insolita is voor het eerst wetenschappelijk beschreven door Le Cerf in 1914. De soort komt voor in het Palearctisch gebied.